# Sui Lu
Sui Lu (kinesiska: 眭禄; pinyin: Suī Lù), född den 1 april 1992 i Zhuzhou, Hunan, är en kinesisk gymnast.
Hon tog OS-silver i damernas bom i samband med de olympiska gymnastiktävlingarna 2012 i London.